# Neuendorf (Steinau)
Neuendorf (ⓘ) ist eine Wüstung in der Stadt Steinau an der Straße, im Main-Kinzig-Kreis in Hessen.

## Geografische Lage
Die Wüstung liegt auf einer Höhe von 400 m über NN in der Gemarkung von Steinau, 4 km südöstlich der Stadt.

## Geschichte
Die älteste erhaltene Erwähnung des Dorfes stammt aus dem Jahr 1331. Bereits 1396 wird es als wüst bezeichnet. Das Dorf gehörte zum Besitz des Klosters Schlüchtern. Grundbesitzer des Dorfes war die Familie Hohelin, die 1396 die Nutznießung der Wüstung dem Pfarrer von Brückenau überließ. Nachweislich von 1496 bis 1567 ist die Wüstung ein Lehen des Klosters Schlüchtern an die Familie Hohelin. Diese verkauften das Lehen 1567 an Graf Philipp Ludwig I. von Hanau-Münzenberg. In der Grafschaft Hanau-Münzenberg war die Gemarkung der Wüstung dem Amt Schlüchtern zugeordnet.
Mit dem Tod des letzten Hanauer Grafen, Johann Reinhard III., fiel das Gebiet der Wüstung Neuendorf 1736 mit der ganzen Grafschaft Hanau-Münzenberg an die Landgrafschaft Hessen-Kassel, aus der 1803 das Kurfürstentum Hessen wurde.
Während der napoleonischen Zeit stand das Gebiet der Wüstung Neuendorf ab 1806 unter französischer Militärverwaltung, gehörte 1807–1810 zum Fürstentum Hanau und dann von 1810 bis 1813 zum Großherzogtum Frankfurt, Departement Hanau. Anschließend fiel es wieder an das Kurfürstentum Hessen zurück. Nach der Verwaltungsreform des Kurfürstentums Hessen von 1821, im Rahmen derer Kurhessen in vier Provinzen und 22 Kreise eingeteilt wurde, gehörte das Gebiet der Wüstung Neuendorf zum Landkreis Schlüchtern. 1866 wurde das Kurfürstentum nach dem Preußisch-Österreichischen Krieg von Preußen annektiert und ist nach dem Zweiten Weltkrieg Bestandteil des Bundeslandes Hessen geworden, wo das Gebiet der Wüstung Neuendorf heute zum Gebiet der Stadt Steinau an der Straße gehört.

## Historische Namensformen
- Nuwendorf (1331)
- Neuendorff (1396)
- Neuendorf vorm Buch